# Tahírides de Múrcia
Els tahírides o Banu Tahir foren una dinastia que va governar a la taifa de Múrcia. Eren d'origen qaysita.
En el context de la fitna, i les lluites entre els berbers i els eslaus, un d'aquests darrers, Khayran as-Saqlabí, es va apoderar de Múrcia el juliol de 1013 i d'Almeria a l'any següent. Es va instal·lar en Almeria deixant com a governador en Múrcia un altre eslau, Abu-l-Qàssim Zuhayr. Múrcia es va constituir així com una subtaifa o un emirat dependent del d'Almeria. A la mort de Khayran, en 1028, Zuhayr va marxar cap a Almeria deixant el govern de Múrcia a Abu-Bakr Àhmad ibn Ishaq ibn Zayd ibn Tahir al-Qaysi, membre la família local de terratinents dels Banu Tahir o tahírides, que va governar de manera autònoma però reconeixent la dependència respecte d'Almeria. Amb aquest nomenament va quedar eliminada una altra família de notables local, els Banu Khattab que havien estat rivals de Zuhayr.
A la mort de Zuhayr (1037), la taifa d'Almeria va reconèixer la sobirania del rei amírida Abd-al-Aziz de València, el net d'Almansor, i així mateix ho va fer la de Múrcia, continuant ibn Tahir en el seu càrrec que va exercir mantenint la pau i satisfent totes les obligacions que li corresponien en relació al jund i amb un bon control discal del territori. A la mort d'ibn Tahir ja en edat avançada (1063) el va succeir el seu fill Abu Abd al-Rahman Muhammad ibn Ahmad ibn Tahir, fins aleshores sahib al-mazalim, que va actuar de manera més independent que son pare, però va continuar la seva política.
Muhàmmad ibn Abbad al-Mútamid de Sevilla, havia engrandit el seu estat incorporant un bon nombre de petites taifes i ho va intentar amb Múrcia. Ibn Ammar, visir de Sevilla, amb l'ajut de Ramon Berenguer II va intentar la conquesta sense èxit, ja que al-Mútamid va incomplir els acords econòmics i el barceloní va abandonar l'empresa. Més tard, en 1079/80, ho va aconseguir amb l'ajut del governador del castell de Vilches, Abd-ar-Rahman ibn Raixiq, que va conquerir Múrcia, i va empresonar Ibn Tahir a Monteagudo, proclamant a al-Mútamid. Ibn-Ammar, que va exercir el govern, va actuar no obstant com a sobirà independent i va ser expulsat per Ibn Raixid. Ibn Tahir va poder fugir del captiveri i va arribar a València on fou conseller d'al-Qàdir ibn Dhi-n-Nun. Empresonat altre cop el 1095 va morir a valència el 1113/1114. Muhammad ibn Ahmad fou un home de lletres respectat i reputat i autor de diverses obres.
Els almoràvits governaren Múrcia, des de la conquesta de la ciutat l'octubre de 1091, fins al 1145, any en què s'agreujà la revolta al Xarq al-Andalus dels Banu Hud contra el seu govern. Una gran inestabilitat política va permetre que una sèrie de senyors locals anaren succeint-se en el govern fins que a finals de 1145 els murcians van oferir el govern a un tahírida, Abu-Abd-ar-Rahman Muhàmmad ibn Abd-ar-Rahman ibn Àhmad ibn Abd-ar-Rahman ibn Tahir d'una branca col·lateral. Instal·lat al qasr va acceptar la sobirania d'Ibn Hud (Àhmad ibn Abd-al-Màlik Sayf-ad-Dawla conegut a les cròniques castellanes per Zafadola, descendent dels Banu Hud) però el 1046 es va proclamar emir independent i va nomenar comandant de l'exèrcit de cavalleria al seu germà Abu-Bakr ibn Abd-ar-Rahman. Al cap de 50 dies un cop d'estat d'Abd-Al·lah ibn Iyad el va deposar i va agafar el poder. A València, estaven descontents amb el seu caid Abu-Màlik Marwan ibn Abd-al-Aziz i els valencians el van desposar (desembre) i van cridar al poder a Abd-Al·lah ibn Iyad que va marxar a la ciutat però al cap d'unes setmanes va retornar deixant el govern en mans del seu cunyat Abd-Al·lah ibn Sad ibn Mardanix (gener-febrer). El mes de febrer, Ibn Iyad i el seu protector Àhmad ibn Abd-al-Màlik Sayf-ad-Dawla, van ser derrotats per les tropes cristianes aliades amb el cabdill Abd-Al·lah ath-Thaghrí a la batalla d'al-Lujj el 5 de febrer de 1146 de què va escapar viu quasi de miracle, encara que tant Abd-Al·lah ibn Sad ibn Mardanix com Sayf-ad-Dawla van morir. Ibn Iyad va agafar com a lloctinent a Muhàmmad ibn Abd-Al·lah ibn Sad ibn Mardanix, el fill d'Abd-Al·lah ibn Sad. Ibn Iyad va morir l'agost del 1147 en lluita contra els Banu Jumayl (aliats castellans), i Muhàmmad ibn Mardamix, com a lloctinent, va prendre el poder a Múrsiya i Balànsiya. Li va disputar el poder a Múrcia Abd-Al·lah ath-Thaghrí, que es va imposar, i Ibn Mardanix es va haver de retirar a València, la població de la ciutat el va proclamar emir.
Amb tot això el tahírida Abu-Abd-ar-Rahman Muhàmmad que inicialment havia donat suport a Ibn Mardanix, se'n va distanciar; aquest encapçalava la lluita contra els almohades mentre el tahírida s'havia convertit a aquesta doctrina; va ser actiu propagandista de la fe almohade i els va donar suport però no participava en política i es dedicava a l'ensenyament de la filosofia i va esdevenir un expert en «les ciències dels ancians»; va morir a Marràqueix el 1178/1179 quan havia anat a la capital del califat per presentar al sobirà almohade la seva Rissala coneguda com Al-kafiya fi-barahin al-imam al-Mahdí radiya Al·lahu tahala an-hu aklam wa-naklan. Estava casat amb Amat ar-Raham, filla d'un notable granadí i va deixar un fill que va agafar el nom d'Abu-Muhàmmad Abd-al-Haqq ibn Muhàmmad i fou poeta i jurista; va morir el 1201.